# Vlastějovický tunel
Vlastějovický tunel je železniční tunel na katastrálním území Vlastějovice na úseku regionální železniční trati 212 Čerčany – Světlá nad Sázavou mezi zastávkou Laziště a stanicí Vlastějovice v km 19,906–19,994.

## Historie
Železniční trať vybudovala v letech 1902–1903 česká firma Osvald Životský z Prahy. Povolení k výstavbě bylo  vydáno v roce 1901 a další dílčí v roce 1902. Provoz byl zahájen 23. září 1903. Na trati bylo postaveno osm tunelů.

## Popis
Trať je vedena údolím řeky Sázavy v náročném členitém terénu. Jednokolejný tunel se nachází na trati Čerčany – Světlá nad Sázavou mezi dvěma železničními mosty nad řekou Sázava. Byl postaven v úseku mezi zastávkou Laziště a stanicí Vlastějovice ve skalnatém ostrohu, který obtéká řeka Sázava, je v nadmořské výšce 345 m a měří 88 m. Tunel a portály mají kamennou obezdívku. Tunel byl v osmdesátých letech 20. století do dvou třetin opraven. Byly zpevněny stěny betonovou injektáží, pletivem a stříkaným betonem. Zbytek tunelu dlouhodobě chátrá.